# Civitatis
Civitatis es una plataforma online española de actividades turísticas. Con sede en Madrid, vende tours, excursiones, entradas a atracciones turísticas y otras actividades. A fecha de 2025, ofrece más de 90.000 actividades en más de 4000 destinos.

## Historia
Civitatis fue fundada en 2008 por Alberto Gutiérrez Pascual, ingeniero informático de Valladolid, quien inicialmente publicó guías de viaje gratuitas en línea, monetizadas mediante publicidad y programas de afiliación. En 2009, amplió el proyecto para incluir la comercialización de excursiones y visitas guiadas en español, comenzando con siete destinos principales orientados a viajeros hispanohablantes.
El nombre "Civitatis" proviene de un proyecto universitario previo de Gutiérrez, quien había registrado el dominio en 1999 para un servicio de alojamiento web gratuito. Tras el cierre de esa iniciativa en 2001, reutilizó el dominio en 2008 para lanzar la nueva plataforma turística.
En 2013, el sitio dejó de funcionar únicamente como directorio de enlaces y pasó a convertirse en una página de venta directa de servicios turísticos, consolidando su modelo de negocio digital.